# Here I Am (Marion Raven)
Here I Am è il primo album in studio da solista della cantante norvegese Marion Raven (già membro del gruppo M2M), pubblicato nel 2005.
L'album è uscito inizialmente solo in alcuni Paesi dell'Asia, dell'Oceania, in Norvegia, Svezia e Messico.

## Tracce
Giappone & Scandinavia
1. Get Me Out of Here – 3:30
2. Break You – 3:11
3. Crawl – 3:48
4. Here I Am – 3:49
5. Little by Little – 4:00
6. End of Me – 4:29
7. 13 Days – 3:08
8. For You I'll Die – 4:50
9. Let Me Introduce Myself – 3:42
10. Heads Will Roll – 3:16
11. At the End of the Day (featuring Art Alexakis of Everclear) – 4:00
12. Six Feet Under – 3:26
13. Gotta Be Kidding – 3:47
14. In Spite of Me – 4:16

Sudest Asia & Taiwan
1. End of Me – 4:29
2. Here I Am – 3:49
3. Break You – 3:11
4. Crawl – 3:48
5. Little by Little – 4:00
6. Get Me Out of Here – 3:30
7. 13 Days – 3:08
8. For You I'll Die – 4:50
9. Let Me Introduce Myself – 3:42
10. Heads Will Roll – 3:16
11. At the End of the Day (featuring Art Alexakis of Everclear) – 4:00
12. Six Feet Under – 3:26
13. Gotta Be Kidding – 3:47
14. In Spite of Me – 4:16